# Чотириполюсник

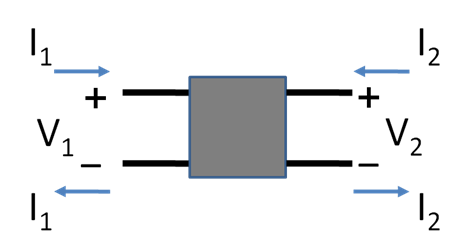
Схематичне зображення чотириполюсника з позначення вхідних і вихідних параметрів

Чотирипо́люсник — електрична схема з чотирма виводами, на два з яких подається вхідний сигнал, а з двох інших знімається вихідний сигнал. Один з видів багатополюсників.
Прикладом чотириполюсника є підсилювач, і будь-який прилад зі входом та виходом, призначений для передачі й переробки сигналів. Окремі функціональні блоки в радіотехнічних чи електронних схемах теж є чотириполюсниками.
Сигнал, що подається на вхід чотириполюсника можна охарактеризувати вхідним струмом {\displaystyle I_{1}} і напругою {\displaystyle V_{1}}, а сигнал на виході характеризується вихідними струмом {\displaystyle I_{2}} i напругою {\displaystyle V_{2}}.
Чотириполюсники можуть мати у своєму складі як лінійні, так і нелінійні елементи.
Для чотириполюсника з лінійними елементами існує лінійний взаємозв'язок між вхідними і вихідними величинами.

## Характеристики
Зв'язок між вхідними й вихідними сигналами можна подати у вигляді шести матричних залежностей, коефіцієнти яких є характеристиками чотириполюсника.
Режим короткого замикання і холостий хід (як на вході, так і на виході) використовуються для експериментального визначення параметрів чотириполюсника. При цьому схема чотириполюсника може бути як завгодно складною, або взагалі невідомою.

### z-параметри
{\displaystyle \left[{\begin{array}{c}V_{1}\\V_{2}\end{array}}\right]=\left[{\begin{array}{cc}z_{11}&z_{12}\\z_{21}&z_{22}\end{array}}\right]\left[{\begin{array}{c}I_{1}\\I_{2}\end{array}}\right]}.
{\displaystyle z_{11}={U_{1} \over I_{1}}{\bigg |}_{I_{2}=0}\qquad z_{12}={U_{1} \over I_{2}}{\bigg |}_{I_{1}=0}}
{\displaystyle z_{21}={U_{2} \over I_{1}}{\bigg |}_{I_{2}=0}\qquad z_{22}={U_{2} \over I_{2}}{\bigg |}_{I_{1}=0}}
Усі коефіцієнти {\displaystyle z_{ij}} — мають розмірність опору, тобто вимірюються в системі SI в омах.

### y-параметри
y-параметри використовуються тоді, коли або вихід, або вхід чотириполюсника замкнений накоротко, і відповідне падіння напруги дорівнює нулю
{\displaystyle \left[{\begin{array}{c}I_{1}\\I_{2}\end{array}}\right]=\left[{\begin{array}{cc}y_{11}&y_{12}\\y_{21}&y_{22}\end{array}}\right]\left[{\begin{array}{c}V_{1}\\V_{2}\end{array}}\right]}.
де
{\displaystyle y_{11}={I_{1} \over V_{1}}{\bigg |}_{V_{2}=0}\qquad y_{12}={I_{1} \over V_{2}}{\bigg |}_{V_{1}=0}}
{\displaystyle y_{21}={I_{2} \over V_{1}}{\bigg |}_{V_{2}=0}\qquad y_{22}={I_{2} \over V_{2}}{\bigg |}_{V_{1}=0}}

### h-параметри
h-параметри використовують для опису транзисторів у режимі малого сигналу.
{\displaystyle {V_{1} \choose I_{2}}={\begin{pmatrix}h_{11}&h_{12}\\h_{21}&h_{22}\end{pmatrix}}{I_{1} \choose V_{2}}}.
де
{\displaystyle h_{11}={V_{1} \over I_{1}}{\bigg |}_{V_{2}=0}\qquad h_{12}={V_{1} \over V_{2}}{\bigg |}_{I_{1}=0}}
{\displaystyle h_{21}={I_{2} \over I_{1}}{\bigg |}_{V_{2}=0}\qquad h_{22}={I_{2} \over V_{2}}{\bigg |}_{I_{1}=0}}

### g-параметри
{\displaystyle {I_{1} \choose V_{2}}={\begin{pmatrix}g_{11}&g_{12}\\g_{21}&g_{22}\end{pmatrix}}{V_{1} \choose I_{2}}}.
де
{\displaystyle g_{11}={I_{1} \over V_{1}}{\bigg |}_{I_{2}=0}\qquad g_{12}={I_{1} \over I_{2}}{\bigg |}_{V_{1}=0}}
{\displaystyle g_{21}={V_{2} \over V_{1}}{\bigg |}_{I_{2}=0}\qquad g_{22}={V_{2} \over I_{2}}{\bigg |}_{V_{1}=0}}

### а-параметри
{\displaystyle \left[{\begin{array}{c}U_{1}\\I_{1}\end{array}}\right]=\left[{\begin{array}{cc}a_{11}&a_{12}\\a_{21}&a_{22}\end{array}}\right]\left[{\begin{array}{c}U_{2}\\I_{2}\end{array}}\right]}.
де
{\displaystyle a_{11}={U_{1} \over U_{2}}{\bigg |}_{I_{2}=0}\qquad a_{12}={U_{1} \over I_{2}}{\bigg |}_{U_{2}=0}}
{\displaystyle a_{21}={I_{1} \over U_{2}}{\bigg |}_{I_{2}=0}\qquad a_{22}={I_{1} \over I_{2}}{\bigg |}_{U_{2}=0}}

z-, y-, а-, h-, g-параметри зв'язані між собою, і використання того чи іншого з них залежить від зручності для кожного конкретного чотириполюсника.
Очевидно, що для гармонічних коливань значення параметрів можуть бути комплексними. Значення їх модулів визначається відношенням діючих значень відповідних струмів чи напруг, а аргументів — величиною зсуву фаз між ними.
Використовуючи значення а-параметрів, легко можна визначити такі важливі характеристики чотириполюсника, як коефіцієнт передачі по струму та напрузі, вхідний та вихідний опори.

## Еквівалентна схема чотириполюсника

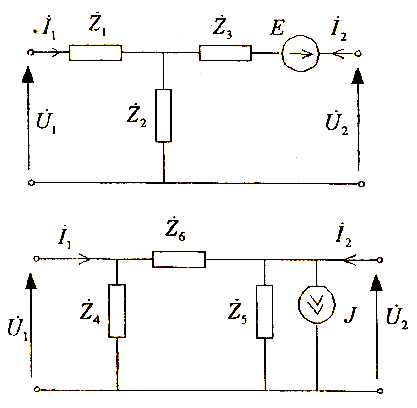
Еквівалентні схеми чотириполюсника

Електрична схема реального чотириполюсника може бути складною, не всі номінали схеми можуть бути відомими, крім того, вони можуть бути недоступними для вимірювань. Тому важливою є задача заміни реального чотириполюсника еквівалентною схемою.
Еквівалентною схемою чотириполюсника називають таку схему, якою можна замінити реальний чотириполюсник, при чому значення струмів і напруг на вхідних та вихідних полюсах після заміни не змінюється. Звичайно схеми заміщення вибирають таким чином, щоб кількість двополюсників, з яких складається схема заміщення, була мінімальною. Найпоширенішими є Т і П-подібні схеми заміщення.
Схеми заміщення є рівноправними і вибираються, виходячи з того, яка з них краще відображає фізичну природу зміщуваного чотириполюсника.
Якщо реальний чотириполюсник пасивний, тоді еквівалентні схеми заміщення спрощуються (E=J=0).